# Issak
Issak (jap. イサック Isakku) – manga napisana przez Shinjiego Makariego i zilustrowana przez Double-S, publikowana na łamach magazynu internetowego „Gekkan Afternoon” wydawnictwa Kōdansha od stycznia 2017.

## Fabuła
Wrzesień 1620 roku, Europa znajduje się w środku wojny trzydziestoletniej, krwawej rzezi między katolikami a protestantami. W elektoracie Palatynatu pojawia się najemnik z Dalekiego Wschodu imieniem Isaak. Kierując się jedynie informacją, że poszukiwany przez niego mężczyzna walczy po stronie armii hiszpańskiej, Issak wyruszył z ojczyzny i przez Niderlandy dotarł do małego miasta-twierdzy o nazwie Fuchsburg. Rozpoczyna się tragiczna walka Issaka.

## Publikacja serii
Pierwszy rozdział mangi został opublikowany 25 stycznia 2017 w magazynie „Gekkan Afternoon”. Następnie wydawnictwo Kōdansha rozpoczęło zbieranie rozdziałów do wydań w formacie tankōbon, których pierwszy tom ukazał się 21 lipca tego samego roku. Według stanu na 22 maja 2024, do tej pory wydano 17 tomów.
W Polsce mangę w edycji 2w1 wydaje wydawnictwo Hanami.
| Nr | Język japoński    | Język japoński         | Język polski     | Język polski           |
| Nr | Data wydania      | ISBN                   | Data wydania     | ISBN                   |
| -- | ----------------- | ---------------------- | ---------------- | ---------------------- |
| 1  | 21 lipca 2017     | ISBN 978-4-06-388281-0 | 19 września 2024 | ISBN 978-83-67799-37-9 |
| 2  | 22 listopada 2017 | ISBN 978-4-06-510346-3 | 19 września 2024 | ISBN 978-83-67799-37-9 |
| 3  | 23 marca 2018     | ISBN 978-4-06-511054-6 | —                |                        |
| 4  | 23 lipca 2018     | ISBN 978-4-06-511980-8 | —                |                        |
| 5  | 22 listopada 2018 | ISBN 978-4-06-513448-1 | —                |                        |
| 6  | 23 kwietnia 2019  | ISBN 978-4-06-515192-1 | —                |                        |
| 7  | 20 września 2019  | ISBN 978-4-06-516942-1 | —                |                        |
| 8  | 21 lutego 2020    | ISBN 978-4-06-518449-3 | —                |                        |
| 9  | 20 lipca 2020     | ISBN 978-4-06-520129-9 | —                |                        |
| 10 | 21 stycznia 2021  | ISBN 978-4-06-521987-4 | —                |                        |
| 11 | 21 lipca 2021     | ISBN 978-4-06-523897-4 | —                |                        |
| 12 | 21 stycznia 2022  | ISBN 978-4-06-526463-8 | —                |                        |
| 13 | 22 lipca 2022     | ISBN 978-4-06-528301-1 | —                |                        |
| 14 | 22 grudnia 2022   | ISBN 978-4-06-529787-2 | —                |                        |
| 15 | 23 maja 2023      | ISBN 978-4-06-531432-6 | —                |                        |
| 16 | 22 listopada 2023 | ISBN 978-4-06-533623-6 | —                |                        |
| 17 | 22 maja 2024      | ISBN 978-4-06-535398-1 | —                |                        |

## Odbiór
W 2018 roku manga Issak była jedną z serii rekomendowanych przez jury podczas 21. edycji Japan Media Arts Festival. Seria zdobyła również nagrodę Saito Takao Award 2019.